# Pikovaja dama
Pikovaja dama (Russisch: Пиковая дама) is een film uit 1910 van regisseur Pjotr Tsjardynin.

## Verhaal
De film vertelt over een jonge officier genaamd Germann, die dol is op het kaartspel, maar niet zelf speelt, uit angst om te verliezen. Eletskij vertelt hem gekscherend over een oudere gravin die het geheim kent van drie kaarten die altijd winnen. Germann ontmoet Lisa, de nicht van de gravin, en ontvangt de sleutel van haar huis. En op een avond gaat hij haar huis binnen om het geheim van de drie kaarten te achterhalen.

## Rolverdeling
| Acteur                | Personage | Nota               |
| --------------------- | --------- | ------------------ |
| Pavel Biryukov        | Germann   | als P. Biryukov    |
| Aleksandra Goncharova | Liza      |                    |
| Antonina Pozharskaya  | Countess  | als A. Pozharskaya |
| Andrey Gromov         | Tomskiy   |                    |